# 伊尔马里·帕卡里宁
韦科·伊尔马里·帕卡里宁（芬蘭語：Veikko Ilmari Pakarinen，1910年9月12日—1987年12月6日），芬兰男子竞技体操运动员。他曾获得1932年1936年夏季奥运会体操比赛男子团体全能铜牌。他于1987年在澳大利亚黄金海岸去世。